# Živača
Le Živača est un lac de Serbie, au nord de la Jarčina.